# مورسنگ‌چشم گونه‌گون
مورسنگ‌چشم گونه‌گون (نام علمی: Thamnophilus caerulescens) گونه‌ای از پرندگان خانواده مورچه‌مرغان است که به‌طور گسترده در آمریکای جنوبی یافت می‌شود. همان‌طور که از نام رایج آن پیداست، گونه‌ای بحث‌برانگیز از مورچه‌مرغان با متغیرترین پوشش پرها است.
مورسنگ‌چشم گونه‌گون به‌طور گسترده در شرق و جنوب برزیل، با جمعیت‌های گستته در Ceará، پرنامبوکو و آلاگواس یافت می‌شود. از جنوب برزیل، دامنه آن از طریق اروگوئه، پاراگوئه، شمال آرژانتین، بولیوی، و در امتداد دامنه شرقی آند در پرو، تا شمال منطقه آمازوناس گسترش می‌یابد.

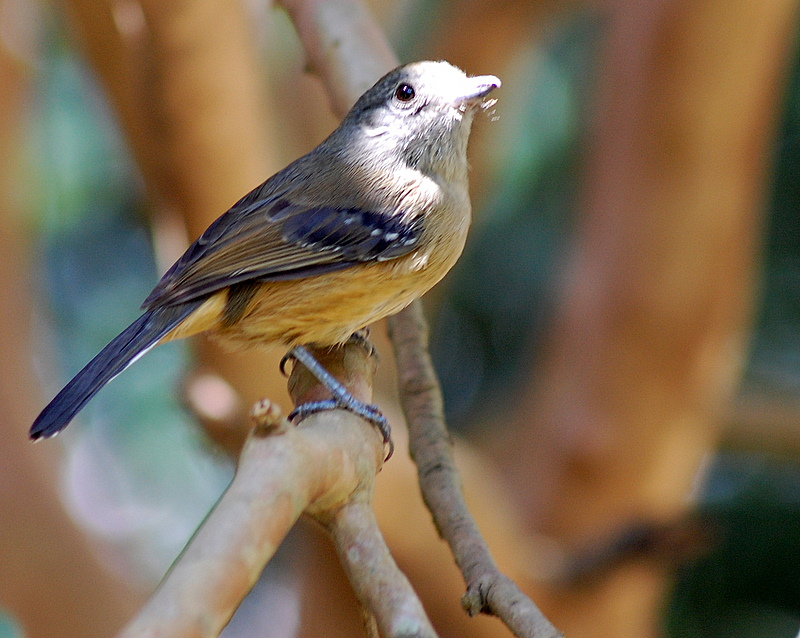
ماده Thamnophilus c. melanochrous از سائوپائولو، برزیل